# Arès
Arès is een gemeente in het Franse departement Gironde (regio Nouvelle-Aquitaine). De plaats maakt deel uit van het arrondissement Arcachon. Arès telde op 1 januari 2022 6.477 inwoners.

## Geografie
De oppervlakte van Arès bedroeg op 1 januari 2022 48,25 vierkante kilometer; de bevolkingsdichtheid was toen 134,2 inwoners per km².

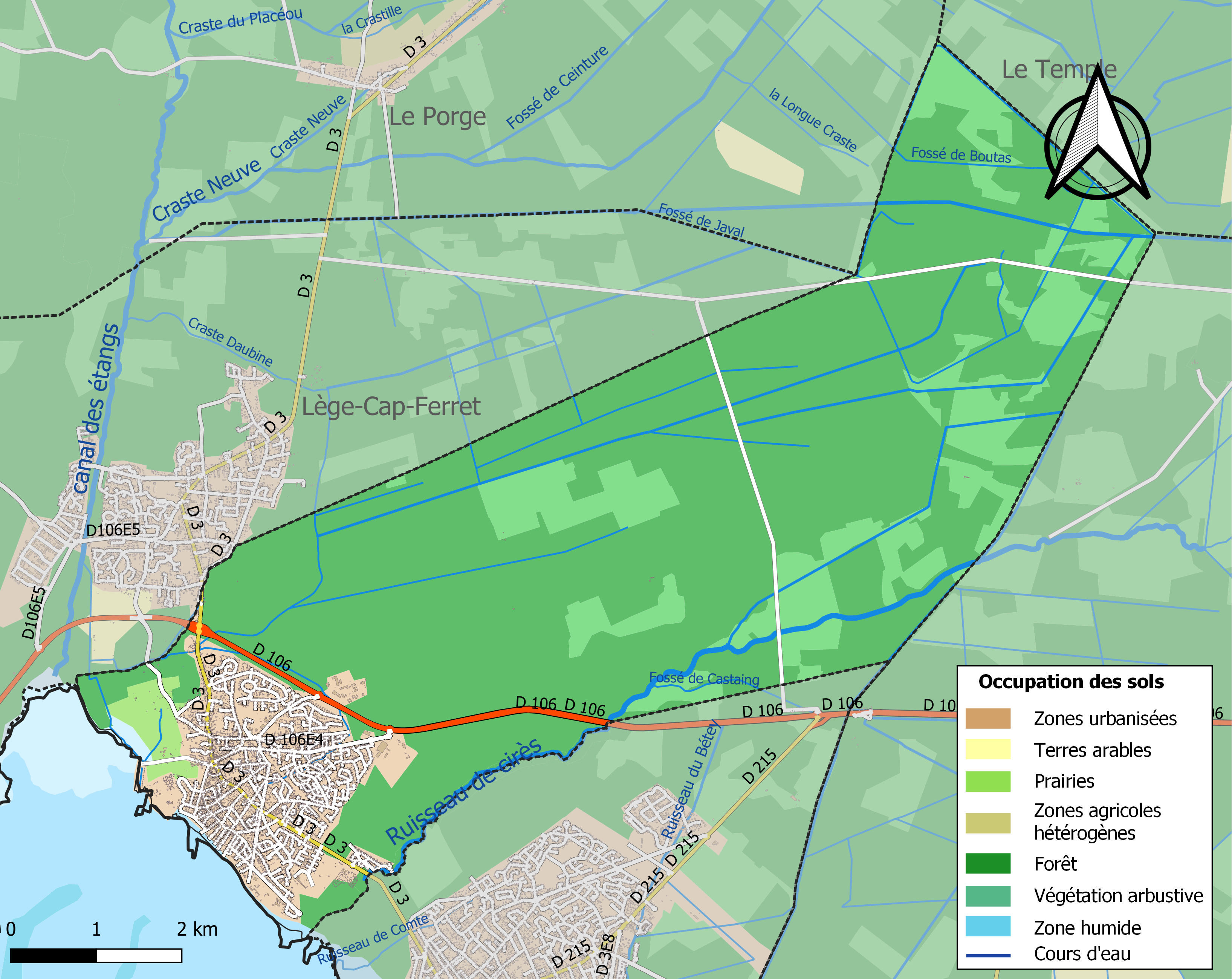
Kaart van de gemeente met belangrijkste infrastructuur, bodemgebruik en omliggende gemeenten

## Demografie
Onderstaande figuur toont het verloop van het inwonertal (bron: INSEE-tellingen).

## Economie
De voornaamste economische activiteit van Arès is de oesterkweek in de Baai van Arcachon, met haar eigen haventje voor de tientallen oesterkwekers.
Daarnaast is Arès een kleine badplaats met campings en hotels en het Lac de Saint-Brice waar bij laagtij kan gebaad worden.